# Znak hetmański

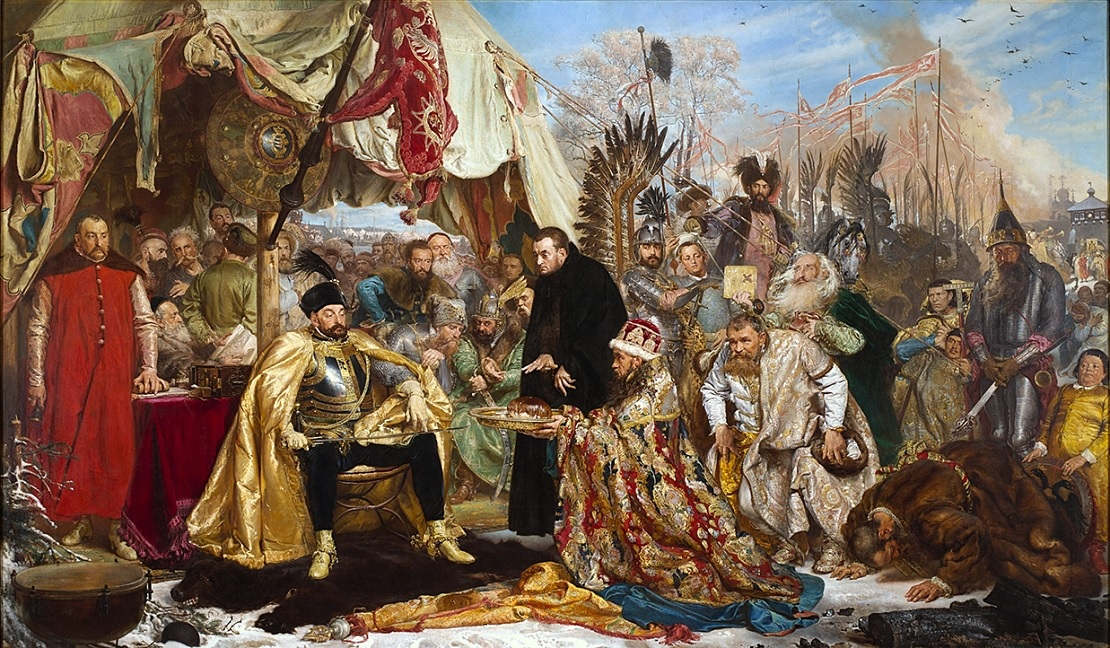
Znak hetmański znajduje się w górnej, centralnej części obrazu (Jan Matejko, Stefan Batory pod Pskowem, 1872)

Znak hetmański – znak noszony za podróżującym konno hetmanem (rzadko regimentarzem bądź królem) przez giermka od połowy XVI do początków XVIII stulecia. Składał się z kopii ze „skrzydłem”, czyli metalowej klamry spinającej pióra żurawie, strusie bądź orle. Znak wieńczyła mosiężna kula lub grot. W zależności od zakończenia nakładano lub nakłuwano tzw. „czapkę hetmańską” jako znak obecności wodza w wojskach.

Znak hetmański jest jedynym oryginalnym symbolem władzy wojskowej Rzeczypospolitej Obojga Narodów. Nie przeniesiono go na grunt polski jak buławy, buńczuki, sajdaki z Turcji, czy jak regimentu z Europy Zachodniej. Elementy składowe mają swoją genezę w innych kulturach. Kopie husarskie wywodzą się z Turcji i Węgier, symbolikę i upodobanie wojskowych do piór zaczerpnięto ze Wschodu, a czapka hetmańska wskazuje na wpływy węgierskie. Kompozycja jest niepowtarzalna i wyjątkowa dla Korony, a od XVII w. również Litwy. Podkreślić należy stopniową orientalizację znaku hetmańskiego. Od okresu panowania Jana III Sobieskiego pojawiają się zastępujące czapkę hetmańską poduszeczki imitujące turban, oraz podwieszany w miejsce wstążek buńczuk. 

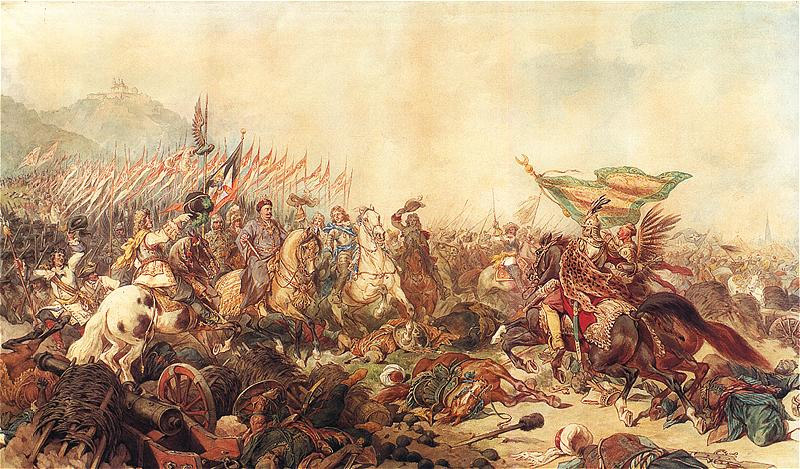
Znak noszony jest przez giermka za Janem III Sobieskim w lewej części obrazu (Juliusz Kossak, Sobieski pod Wiedniem, 1882)

Znak służył najwyższym urzędnikom wojskowym od chwili przejęcia buławy do pogrzebu, gdzie oznaka ta była rytualnie łamana. Symbol ten miał doniosłe znaczenie użytkowe na polach bitew, gdzie wskazywał osobę dowódcy. Jednocześnie górująca nad polem walki czapka hetmańska symbolizowała obecność hetmana z walczącymi żołnierzami. Elementy składowe prezentowały głęboką symbolikę, które podkreślają zalety urzędu hetmana i cechy charakteru osoby sprawującej ten urząd.